# Erwin Hameseder

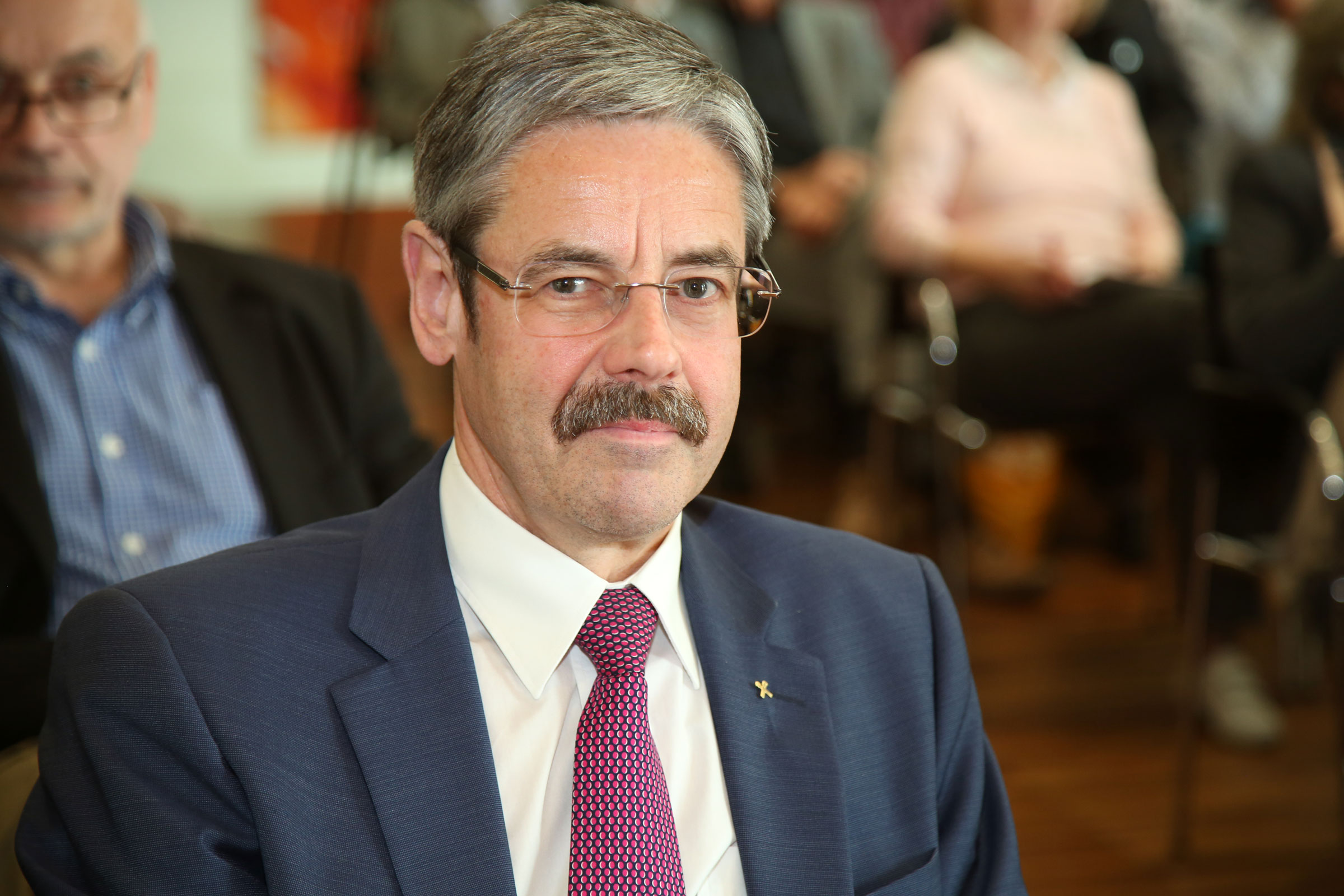
Erwin Hameseder (2015)

Erwin Hameseder (* 28. Mai 1956 in Mühldorf in Niederösterreich) ist ein österreichischer Manager und Milizoffizier mit Dienstgrad Generalmajor.

## Leben

### Ausbildung und Karriere
Nach der Matura absolvierte er von 1975 bis 1987 eine Ausbildung zum Offizier, wurde im Jahr 2002 zum Oberst des Intendanzdienstes ernannt und 2006 zum Brigadier des Bundesheeres befördert. Er bezeichnet das Heer als „beste Managementschule“.
Daneben begann er an der Universität Wien Rechtswissenschaften zu studieren und trat 1987 in die Rechtsabteilung der Raiffeisenlandesbank Niederösterreich-Wien ein. 1988 wechselte er in die Beteiligungsverwaltung, deren Bereichsleiter er 1991 wurde. 1994 wurde er Geschäftsleiter der Raiffeisen-Holding Niederösterreich-Wien und von 2001 bis 2012 Generaldirektor der Holding. Von 2007 bis 2012 war er zusätzlich Vorstandsvorsitzender der Raiffeisenlandesbank Niederösterreich-Wien. Seit Mai 2012 ist er Obmann der Raiffeisen-Holding NÖ-Wien.
Im April 2015 wurde er von Verteidigungsminister Gerald Klug zum Milizbeauftragten ernannt. Im August 2017 erfolgte die Beförderung nach Vorschlag von Hans Peter Doskozil zum Generalmajor, was für Milizoffiziere in Österreich unüblich war. Früher galt die Laufbahn von Milizoffizieren mit dem Dienstgrad Brigadier als beendet.
Im März 2020 wurde er von Finanzminister Gernot Blümel dem Ministerrat als Mitglied des Generalrats der Oesterreichischen Nationalbank für die Dauer von fünf Jahren vorgeschlagen. Im selben Jahr wurde er vom Industriemagazin auf der Liste der einflussreichsten österreichischen Manager 2020 auf Platz zwei gereiht.
2022 wurde er als Nachfolger von Walter Rothensteiner zum Generalanwalt des Österreichischen Raiffeisenverbandes gewählt.

### Privates
Erwin Hameseder ist verheiratet und hat zwei Söhne.

### Vorstands- und Aufsichtsratsmandate (Auswahl)
Erwin Hameseder ist Mitglied in zahlreichen Aufsichtsräten:
- Aufsichtsratsvorsitzender der Raiffeisenlandesbank NÖ-Wien AG[2]
- Aufsichtsratsvorsitzender der Raiffeisen Bank International AG[2]
- Aufsichtsratsvorsitzender der Agrana Beteiligungs-AG[2]
- Aufsichtsratsvorsitzender der Mediaprint Zeitungs- und Zeitschriftenverlag GesmbH[2]
- Stellvertreter des Aufsichtsratsvorsitzenden der Südzucker AG[2]
- Stellvertreter des Aufsichtsratsvorsitzenden der STRABAG SE[2]
- Stellvertreter des Aufsichtsratsvorsitzenden der UNIQA Insurance Group AG[2]
- Mitglied im Aufsichtsrat der RWA Raiffeisen Ware Austria AG[2]
- Mitglied im Aufsichtsrat der Leipnik-Lundenburger Invest Beteiligungs AG[2]
- Stiftungs-Vorstand der Dr. Erwin Pröll Privatstiftung[8]

## Auszeichnungen
- 1999: Goldenes Verdienstzeichen der Republik Österreich[9]
- 2006: Silbernes Komturkreuz des Ehrenzeichens für Verdienste um das Bundesland Niederösterreich
- 2010: Großes Silbernes Ehrenzeichen für Verdienste um die Republik Österreich[9]
- 2011: Gregoriusorden[10]
- 2014: Verdienstkreuz des Österreichischen Roten Kreuzes[11]
- 2016: Goldenes Komturkreuz des Ehrenzeichens für Verdienste um das Bundesland Niederösterreich[12]
- 2017: Großes Goldenes Ehrenzeichen für Verdienste um die Republik Österreich[13]
- 2022: Höchste militärische Auszeichnung des Souveränen Malteserordens im Rang des Großoffiziers mit Schwertern[14]

## Schriften
- Erwin Hameseder (Hrsg.), Hans Ströbitzer: Maria Taferl – Juwel auf dem Taferlberg. Niederösterreichs Landesheiligtum. Residenz-Verlag, St. Pölten 2010, ISBN 978-3-7017-3192-3.